# Эллиотт (залив)
Эллиотт — часть Центрального залива Пьюджет. Находится в американском штате Вашингтон, простираясь на юго-восток между Вест-Пойнт на севере и Алки-Пойнт на юге. На этом водоёме в 1850-х годах был основан Сиэтл, и с тех пор вырос, полностью охватив его. Водный путь, который ведёт к Тихому океану, служил ключевым элементом экономики города, что позволило порту Сиэтла стать одним из самых загруженных портов в Соединённых Штатах.

## История
Дувамиши жили в окрестностях залива Эллиотт и реки Дувамиш на протяжении тысячелетий и к моменту прихода белых поселенцев в 1850-х годах основали не менее 17 поселений. Одним из первых белых поселений была группа Денни, остановившиеся в современном районе Алки в Западном Сиэтле, однако после суровой зимы группа перебрались через залив Эллиотт к месту современной площади Пионеров, которая разрослась до Сиэтла. С годами город охватил всю набережную залива Эллиотт и сделал его своим судоходным водным путём.
Залив получил название во время экспедиции Уилкса в 1841 году в честь неизвестного Эллиотта. В числе кандидатов следующие участники экспедиции: корабельный капеллан Джаред Эллиотт, юнга Джордж Эллиотт и мичман Сэмюэл Эллиотт. Последний был признан наиболее вероятным тёзкой. Коммодор Джесси Эллиотт также был предложен в качестве возможного источника имени. Залив упоминался как залив Дувамиш и гавань Сиэтла, особенно до того, как Совет США по географическим названиям официально остановился на названии «Залив Эллиотт» в 1895 году.

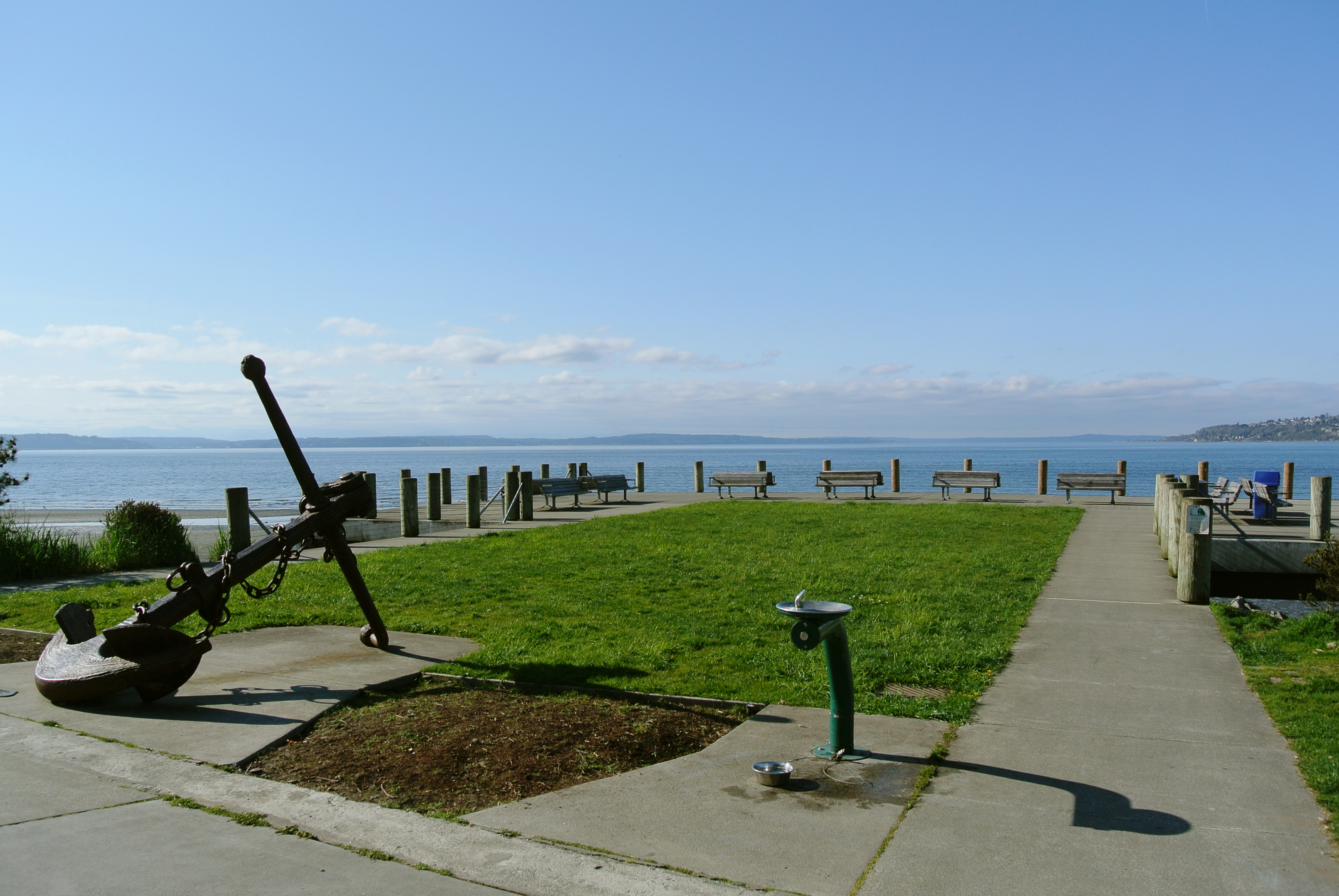
Дувамиш-Хед, Западный Сиэтл

Местная легенда гласит, что Puget Sound mosquito fleet («москитная флотилия Пьюджет-Саунд»), расцвет которой пришёлся на начало XX века, была названа так жителем Сиэтла, который смотрел на залив Эллиотт и заметил, что движения напоминают активность комаров. В заливе произошло два заметных затопления, связанных с москитной флотилией: Дикс в 1906 году унёс десятки жизней, и Малтнома утонула в 1911 году. В конце концов, эти коммерческие пассажирские перевозки исчезли по мере роста популярности автомобилей и паромов.
Последняя оставшаяся модель Boeing 307 Stratoliner упала в залив Эллиотт в 2002 году во время последнего испытательного полёта из Боинг Филд в Эверетт. Воздушное средство, названное «Летающее облако», реставрировалось восемь лет с целью подготовки для демонстрации в Национальном музее авиации и космонавтики. Несмотря на инцидент, самолёт снова был восстановлен, доставлен в Смитсоновский институт и выставлен на обозрение.
Нататорий Crystal Pool в Сиэтле использовал воду, закачиваемую из залива.

## Функции

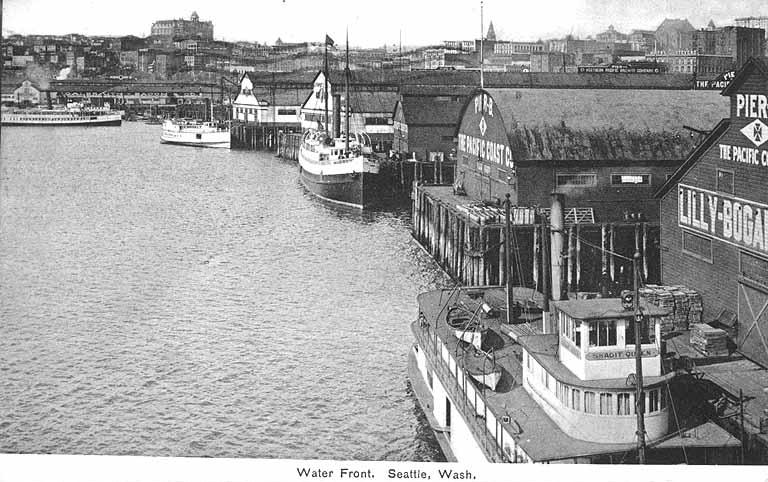
Залив Эллиотт и набережная Сиэтла, вид на север от дока Pacific Coast Co., примерно 1907 г.

Вест-Пойнт и Алки-Пойнт — это мысы в Пьюджет-Саунд, признанные северным и южным входами в залив Эллиотт соответственно. Линия, проведённая между этими двумя точками, разграничивает залив с востока от открытого пролива на запад. Точнее, залив был определён как находящийся к востоку от линии, проведённой от Дувамиш-Хед на север до Магнолия-Блафф. Река Дувамиш впадает в юго-восточную часть залива. Этот район был значительно изменён деятельностью людей в XX веке, была перенаправлена река и заполнены приливные отмели, чтобы создать остров Харбор, который когда-то был самым большим искусственным островом в мире. К западу от дельты реки земля вдаётся на север в залив Дувамиш-Хед. На востоке, идущем на север и северо-запад, находится сердце Сиэтла, морская дамба Аляскинский путь, Центральная набережная и бухта Смит.
В Эллиотт-Бей базируется порт Сиэтла, который в 2002 году был 9-м по загруженности портом в США по TEU контейнерных перевозок и 46-м по загруженности в мире. Круизный бизнес, обслуживающий круизы по Аляске, приобретал все большее значение в 2000-х годах. В заливе также расположен Colman Dock, главный сиэтлский терминал паромной системы штата, крупнейший в стране. Рейсы регулярно отправляются из Сиэтла на остров Бейнбридж и в Бремертон. Маршрут Сиэтл-Уинслоу (остров Бейнбридж) является наиболее интенсивно используемым в государственной паромной системе с точки зрения количества транспортных средств и перевозимых пассажиров. Водное такси округа Кинг, пассажирский паром, курсирует через залив, соединяя центр Сиэтла с Западным Сиэтлом (док Сикрест) и островом Вашон.

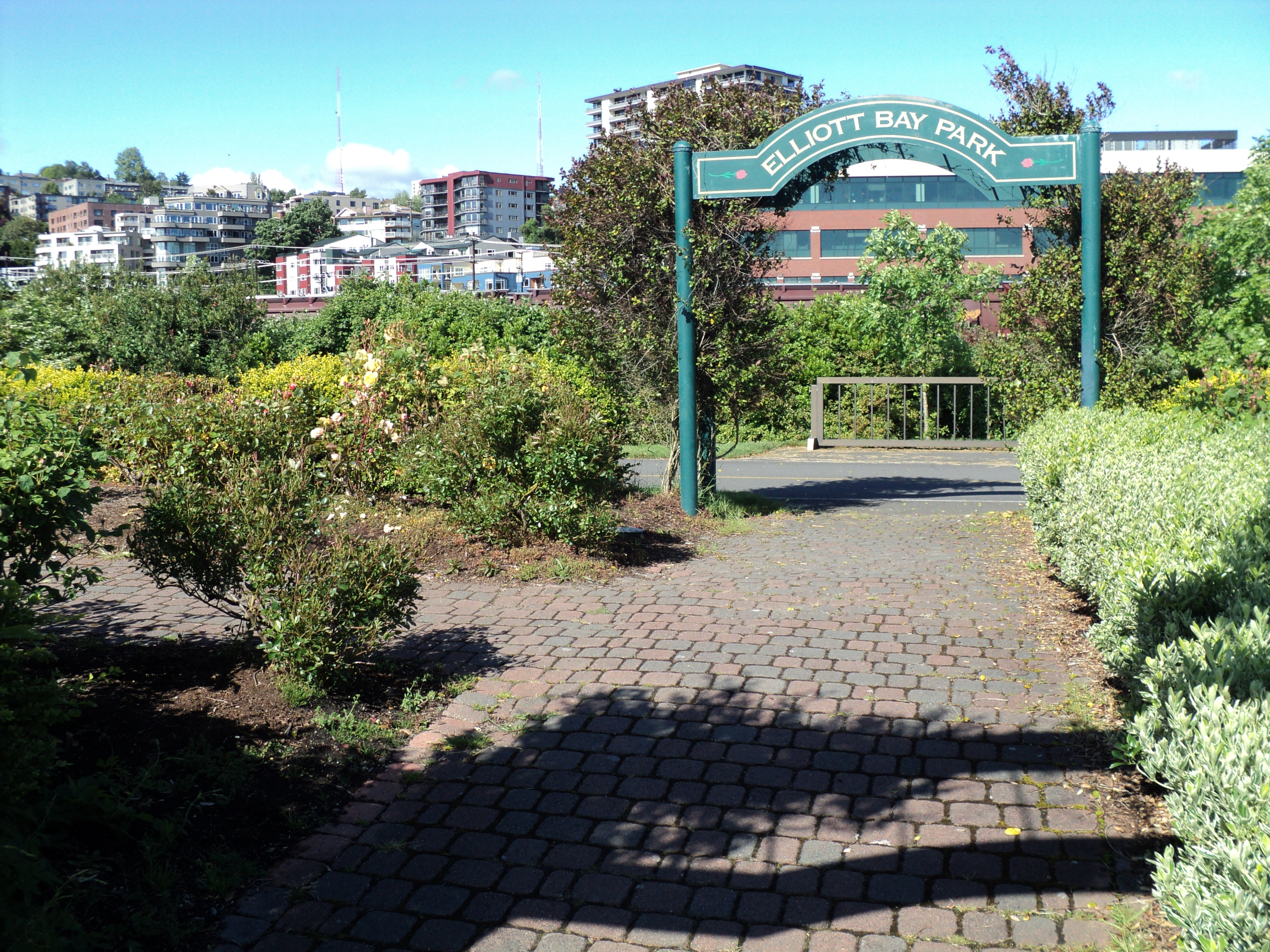
Парк Эллиотт-Бэй вдоль набережной в центре Сиэтла.

В заливе Эллиотт находятся две пристани для яхт. Более крупная из них — частная пристань для яхт Эллиотт-Бей, расположенная в районе Магнолия / Интербей в Смит-Коув. Пристань для яхт Белл-Харбор, управляемая портом Сиэтла, находится на центральной набережной вдоль Беллтауна. В ней могут швартоваться до 70 судов.
В залив простираются многочисленные пирсы, особенно вдоль центральной набережной Сиэтла. На пирсах 57 и 59 расположены туристические объекты, в том числе Сиэтлское колесо обозрения и Аквариум Сиэтла. На пирсе 67 находится отель Edgewater. Пирс 86 — крупный зерновой терминал, которым управляет Louis Dreyfus Group. Зерно доставляется на пришвартованные грузовые суда по тропе Эллиотт-Бэй и узкому прибрежному парку, в котором также есть общественная рыбацкая пристань возле бухты Смит. В бухте находится Терминал 91, который на протяжении многих лет служил для самых разных целей, в том числе для хранения импортных автомобилей и рыбы, а совсем недавно стал доком для круизных лайнеров Аляски. К югу, в парке Сикрест в Западном Сиэтле, находится ещё один общественный рыбацкий пирс и место для дайвинга.
Как важный аспект географии Сиэтла, залив часто упоминается в СМИ. The Real World: Seattle, сезон 1998 года реалити-шоу MTV, был снят в заливе на пирсе 70. В честь залива названы вымышленные башни Эллиотт-Бэй, дом Фрейзера Крейна из сериала «Фрейзер». В «Анатомии страсти» есть арка эпизода в начале сезона сериала, где стажёр доктор Мередит Грей, которую играет Эллен Помпео, чуть не умирает, утонув в заливе; её вовремя спасает доктор Дерек Шеперд, её друг и заведующий нейрохирургией больницы. В третьем сезоне криминальной драмы «Убийство», действие которой происходит в Сиэтле, подозреваемый Рэй Сьюард находится в заключении в вымышленной тюрьме Эллиотт-Бей. Упрощённая карта залива Эллиотт используется в качестве значка «Карты» в операционной системе Microsoft Windows Phone 7 для смартфонов. В столичном районе Сиэтла находится штаб-квартира Microsoft.

## Экология
Эллиот Бэй всегда был в центре внимания экологов. Городское и промышленное развитие на его берегах и на берегах впадающей в него реки Дувамиш вызвало обеспокоенность по поводу уровня загрязняющих веществ, попадающих в воду. На южной береговой линии находятся два места очистки Суперфонда: остров Харбор и бывшее место расположения Lockheed West Seattle. Для очистки было назначено несколько других участков, в том числе участок Pacific Sound Resources и другие в нижнем течении реки Дувамиш.
Набережная в центре города стала плохой средой обитания для молоди лосося, мигрирующей из реки Дувамиш, из-за темноты под пирсами и отсутствия пищи вдоль вертикальной морской дамбы Аляскинский путь. Проект реконструкции дамбы направлен на улучшение среды обитания путём установки подводных конструкций для создания отмелей, где лосось может найти пищу, и стеклянных блоков на тротуаре (консольных над заливом), чтобы солнечный свет мог освещать отмели даже у пирсов. Ещё одна проблема, которая в настоящее время распространена в заливе Эллиотт — шумовое загрязнение. Уровень шума, который в настоящее время присутствует в заливе Эллиотт, по закону считается преследованием морских млекопитающих (Van, 2016; Welch, 2013; Wilson, 2015). Морские транспортные средства входят и выходят из порта круглосуточно. Этот шум является непрерывным и может вызывать стресс у морских млекопитающих (Van, 2016; Welch, 2013; Wilson, 2015).